# Hostiles
 (septembre 2022).
Si vous disposez d'ouvrages ou d'articles de référence ou si vous connaissez des sites web de qualité traitant du thème abordé ici, merci de compléter l'article en donnant les références utiles à sa vérifiabilité et en les liant à la section « Notes et références ».
Pour plus de détails, voir Fiche technique et Distribution.
Hostiles est un western américain coécrit, coproduit et réalisé par Scott Cooper, sorti en 2017.
Le film se déroule en 1892. Le capitaine Joseph J. Blocker, légende de l'armée américaine, est chargé d'une mission qu'il doit accepter à contrecœur. Avec ses hommes, ils escortent Yellow Hawk, un chef de guerre cheyenne mourant, ainsi que sa famille, pour retourner sur leurs terres tribales. Durant le voyage entre le Nouveau-Mexique et le Montana, les militaires et les Cheyennes doivent faire preuve de solidarité et s'entraider pour survivre aux dangers qui se dressent sur leur chemin.

## Synopsis

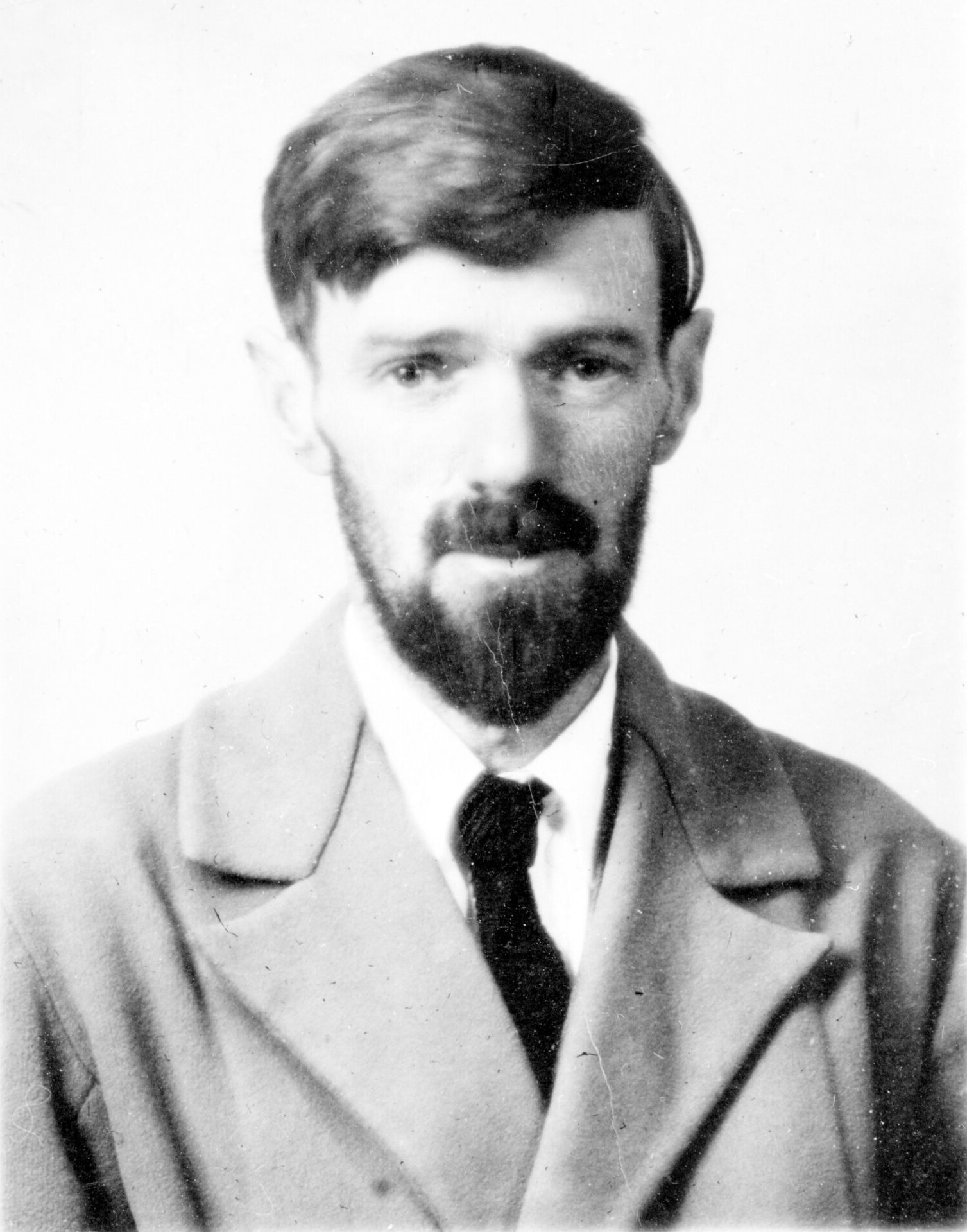
Photographie de l'écrivain britannique D. H. Lawrence.

Le film commence par une citation de l'écrivain britannique D. H. Lawrence portant sur le caractère de l'Amérique du XIXe siècle :
« The essential American soul is hard, isolate, stoic, and a killer. It has never yet melted. »
— D. H. Lawrence, Studies in Classic American Literature

« L'âme fondamentale de l'Amérique est dure, isolée, stoïque et meurtrière. Jamais encore elle ne s'est adoucie. »
— Studies in Classic American Literature
En 1892, Rosalee Quaid et sa famille sont attaquées par un groupe de guerriers comanches qui tuent son mari ainsi que ses trois enfants. Seule Rosalee réussit à échapper à la mort en se cachant sous des rochers dans la forêt proche de sa maison.
À Fort Berringer, au Nouveau-Mexique, le capitaine Joseph Blocker rassemble une famille apache en fuite et la ramène au fort. Il est ensuite appelé au bureau du colonel Abraham Biggs, qui l'informe de sa dernière mission avant son départ à la retraite. Sur ordre du président Harrison, il doit escorter le chef cheyenne mourant, Yellow Hawk, et quatre membres de sa famille dans leurs terres tribales du Montana. Sous la menace d'une cour martiale et de la perte de sa pension, Blocker accepte à contrecœur, malgré sa propre histoire sanglante avec le chef, responsable de la mort de plusieurs de ses camarades. Blocker choisit les hommes qui l'accompagneront : son fidèle ami, le sergent Thomas Metz, son aide de longue date le caporal Woodson et le prometteur lieutenant Kidder, récemment arrivé de West Point. Biggs lui assigne également une jeune recrue francophone, le soldat DeJardin.
Ils commencent leur voyage, Blocker ordonne un arrêt et fait enchaîner les deux Indiens. Plus loin, le groupe trouve la ferme carbonisée des Quaid. À l'intérieur, ils découvrent Rosalee et ses trois enfants décédés. Rosalee est initialement hostile à la famille cheyenne à cause de l'attaque comanche contre sa famille, mais elle accepte finalement de rejoindre le groupe. Elle enterre sa famille, aidée par les soldats. Le groupe est pris en embuscade par le groupe comanche, entraînant la mort de DeJardin et la grave blessure de Woodson. Après cette attaque, Yellow Hawk convainc Blocker qu'il est dans l'intérêt de tous de les déchaîner. Le lendemain, les Comanches qui avaient réussi à s'enfuir lors de leur précédente rencontre sont retrouvés morts. Blocker en déduit que Metz a laissé Yellow Hawk et son fils, Black Hawk, quitter le camp pendant la nuit et que ces derniers ont tué les Comanches.
Après une brève halte à Fort Winslow dans le Colorado, pour déposer Woodson blessé et Rosalee, on demande à Blocker d’emmener le sergent Charles Wills, déshonoré, qui a massacré une famille à la hache. Le caporal Tommy Thomas et le sergent Malloy se joignent au groupe de Blocker pour surveiller Wills. Pendant ce temps, Rosalee décide de continuer avec Blocker, malgré l’offre d’un refuge à Fort Winslow jusqu’au prochain train de ravitaillement à Noël. Une nuit, trois trappeurs enlèvent les femmes du groupe pendant qu'elles lavaient la vaisselle dans le ruisseau près du camp. Le groupe trouve le camp des trappeurs, les massacre et sauve les prisonnières ; cependant, le sergent Malloy est tué pendant l'attaque. Lors d'une averse, Wills simule un malaise et persuade Kidder de défaire ses chaînes, puis il le tue et s'échappe, mais pas avant que Blocker ne le blesse. Metz traque et tue Wills, puis se suicide, tourmenté par tous les massacres auxquels il a assisté durant sa carrière militaire.
Le groupe arrive sur les terres tribales du chef dans le Montana, où il succombe à sa maladie et son corps est déposé sur une plate-forme en bois. Un homme et ses trois fils arrivent à cheval et déclarent qu'ils sont propriétaires des lieux et ordonnent à Blocker et au reste du groupe de partir avec le cadavre du chef. Blocker les informe de son ordre présidentiel et qu'ils se trouvent sur un lieu de sépulture officiellement réservé aux Indiens. Les cavaliers n'ont cure de ces réponses et réitèrent leur sommation. Une fusillade s'ensuit, ne laissant que trois survivants : Blocker, Rosalee et le petit-fils de Yellow Hawk, Little Bear. Dans la scène finale, Rosalee et Little Bear disent adieu à Blocker et partent dans un train vers Chicago. Au dernier moment, Blocker monte à l'arrière du train.

## Fiche technique
Sauf indication contraire, les informations mentionnées dans cette section peuvent être confirmées par la base de données cinématographiques IMDb,  présente dans la section « Liens externes ».
- Titre original et français : Hostiles
- Réalisation : Scott Cooper
- Scénario : Scott Cooper, d'après une histoire de Donald E. Stewart
- Photographie : Masanobu Takayanagi
- Montage : Tom Cross
- Musique : Max Richter
- Direction artistique : Elliott Glick
- Décors : Donald Graham Burt
- Costumes : Jenny Eagan
- Producteurs : Scott Cooper, Ken Kao et John Lesher, Will Weiske (délégué), Sean Murphy, Josh Rosenbaum et Jennifer Semler (coproducteurs)
- Sociétés de production : Waypoint Entertainment, Le Grisbi Productions
- Sociétés de distribution : Entertainment Studios (États-Unis), Metropolitan Filmexport (France)
- Budget : 40 millions de dollars
- Pays de production :  États-Unis
- Langues originales : Anglais américain et Cheyenne
- Format : couleur — 35 mm — 2,35:1 — son Dolby Digital / Dolby Surround 7.1 / Dolby Atmos
- Genre : western
- Durée : 134 minutes
- Dates de sortie :
  - États-Unis : 2 septembre 2017 (festival du film de Telluride) ; 22 décembre 2017 (sortie nationale)
  - France : 14 mars 2018
- Classification :
  - États-Unis : R
  - France : Tout publics avec avertissement (visa d'exploitation no 148445 délivré le 12 mars 2018)

## Distribution
- Christian Bale (VF : Laurent Natrella ; VQ : Antoine Durand) : capitaine Joseph J. Blocker
- Rosamund Pike (VF : Laura Blanc ; VQ : Valérie Gagné) : Rosalie Quaid
- Wes Studi : Yellow Hawk
- Jesse Plemons (VF : Christophe Lemoine ; VQ : Maël Davan-Soulas) : lieutenant Rudy Kidder
- Adam Beach : Black Hawk
- Rory Cochrane (VF : Tanguy Goasdoué ; VQ : Gilbert Lachance) : Thomas Metz
- Peter Mullan (VF : José Luccioni) : lieutenant-colonel Ross McCowan
- Scott Wilson (VF : Michel Ruhl) : Cyrus Lounde
- Paul Anderson : caporal Tommy Thomas
- Timothée Chalamet (VF : Baptiste Mège) : soldat Philippe DeJardin
- Ben Foster (VF : Alexandre Gillet ; VQ : Martin Watier) : sergent Philip Wills
- Jonathan Majors (VF : Christophe Peyroux ; VQ : Iannicko N'Doua) : caporal Henry Woodson
- John Benjamin Hickey : capitaine Royce Tolan
- Q'orianka Kilcher : Elk Woman
- Tanaya Beatty : Living Woman
- Bill Camp (VF : Gérard Darier) : Jeremiah Wilks
- Scott Shepherd (VF : Hervé Caffin) : Wesley Quaid
- Ryan Bingham (en) : le sergent Malloy
- Robyn Malcolm (VF : Danièle Douet) : Minnie McCowan
- Stephen Lang (VF : Jean-Bernard Guillard ; VQ : François Trudel) : colonel Abraham Biggs
- Xavier Horsechief : Little Bear

 Source et légende : version québécoise (VQ) sur Doublage.qc.ca

## Production

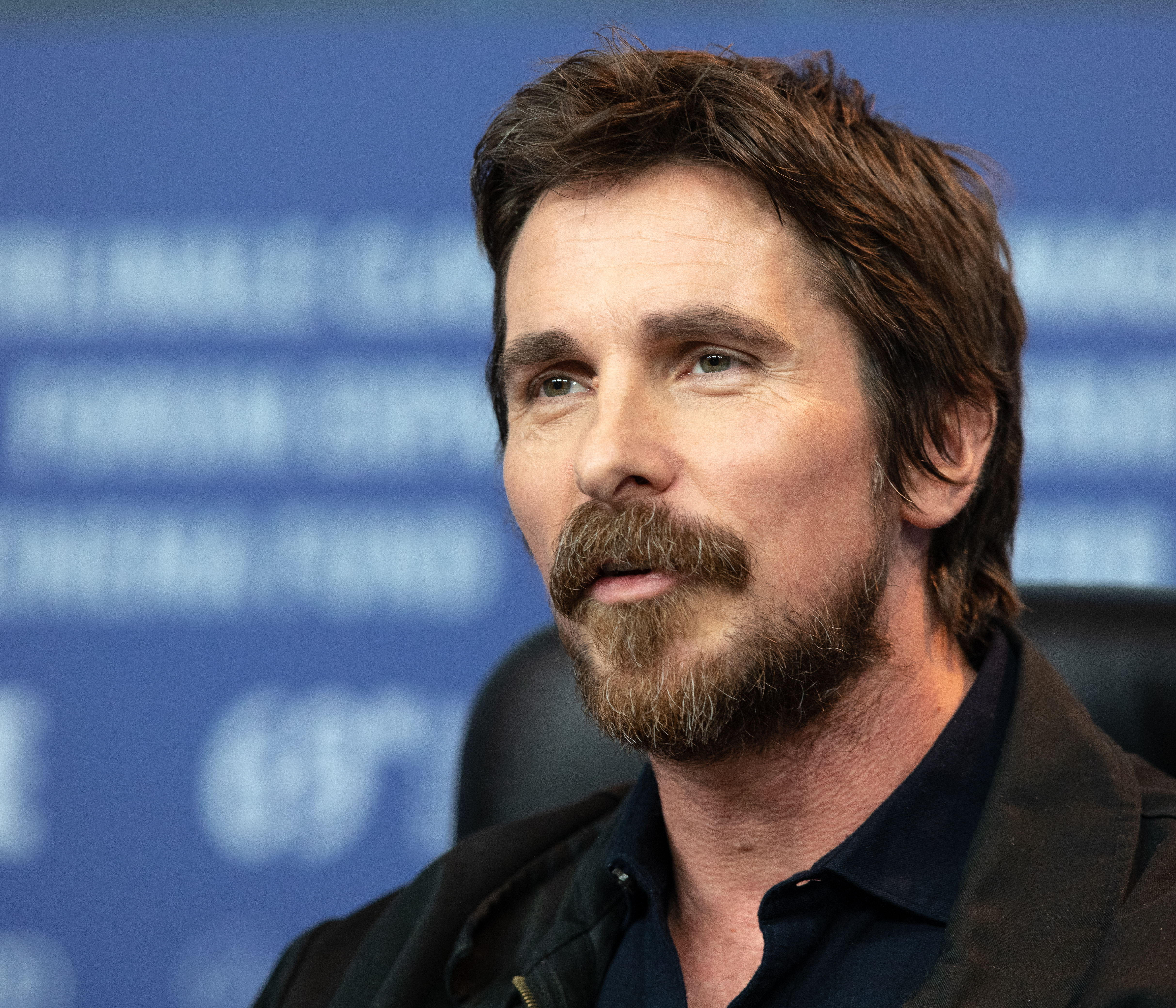
L'acteur principal Christian Bale retrouve le réalisateur Scott Cooper.

### Genèse et développement
Le projet est annoncé en février 2016, avec Scott Cooper à la réalisation et Christian Bale en tête d'affiche. Scott Cooper avait déjà dirigé Christian Bale dans Les Brasiers de la colère sorti en 2013.

### Distribution des rôles
En mars 2016, Rosamund Pike rejoint la distribution. En avril, Jesse Plemons obtient le rôle d'un membre de l'unité. Le réalisateur l'avait déjà dirigé dans Strictly Criminal. Wes Studi et Adam Beach obtiennent les rôles de Cheyennes. En juillet 2016, Timothée Chalamet est annoncé dans le rôle du soldat Philippe DeJardin. Alors que le tournage a déjà débuté, Ben Foster ainsi que Ryan Bingham (en) se joignent à eux. Ce dernier écrit par ailleurs des chansons originales pour le film.
Michael Parks, décédé en mai 2017, devait initialement participer au film.

### Tournage
Le tournage a lieu notamment à Santa Fe au Nouveau-Mexique et à Pagosa Springs dans le Colorado.

### Musique
La bande originale du film a été composée par le compositeur Max Richter, elle est composée de 19 morceaux :

## Accueil

### Accueil critique
En France, le site Allociné recense une moyenne des critiques de presse de 4/5. Télérama le note 3/5 avec la mention « on aime un peu ».

### Box-office
Ce film a attiré 370 330 spectateurs en salles françaises et sa rentabilité mondiale a été de 103 %.
Les données ci-après concernant le box-office du film sont issues de Box Office Mojo.
| Pays ou région        | Box-office        | Date d'arrêt du box-office | Nombre de semaines |
| --------------------- | ----------------- | -------------------------- | ------------------ |
| États-Unis            | 29 819 114 $      | 10 mai 2018                | 20                 |
| France                | 256 322 entrées   | 27 mars 2018               | 2                  |
| Allemagne             | 41 353 entrées    |                            |                    |
| Italie                | 124 787 entrées   |                            |                    |
| Total hors États-Unis | +005 315 099, USD | 27 mars 2018               |                    |
| Total mondial         | +035 482 901, USD | 27 mars 2018               | 20                 |

## Récompenses et distinctions

### Récompenses
- Austin Film Critics Association 2017 : meilleur espoir pour Thimothée Chalamet[14]
- Capri Hollywood International Film Festival 2018 : meilleure photographie pour Masanobu Takayanagi[14]
- Muse Creative Awards 2018 : meilleure campagne marketing digitale[15]
- Traverse City Film Festival 2018 : meilleur film de fiction américain pour Scott Cooper[16]

### Nominations
- San Diego Film Critics Society 2017 : meilleurs costumes pour Jenny Eagan[17]
- Saturn Awards 2018 : meilleure actrice pour Rosamund Pike[14]
- Saturn Awards 2018 : meilleur film d'action ou d'aventure[14]
- Central Ohio Film Critics Association 2018 : meilleur acteur pour Thimothée Chalamet[14]
- Central Ohio Film Critics Association 2018 : meilleur espoir pour Thimothée Chalamet[14]
- Georgia Film Critics Association (GAFCA) 2018 : meilleur espoir pour Thimothée Chalamet[14]